# Maierhofen (Gemeinde Dorfgastein)
Maierhofen ist eine Rotte und eine Ortschaft in der Gemeinde Dorfgastein im österreichischen Bundesland Salzburg.

## Geografie
Zur Ortschaft Maierhofen (früher auch Mayerhofen geschrieben) gehören die gleichnamige Rotte Maierhofen, das Dorf Mühlbach, die Einzelhöfe Reitergut und Rodelberg, die Schihütte Wengeralm sowie die Almen Grabner-Heimalm, Hauserbauernalm, Heumoosalm, Hoisbauern-Heimalm, Klammalm, Kolleralm, Lenzbauernalm, Maierhoferalmen, Mitterer-Heimalm, Obere Raineralm, Paulbauernalm, Rieser-Heimalm, Rodelberg-Heimalm, Thorbauern-Heimalm und Untere Raineralm. Die Ortschaft umfasst 70 Adressen (Stand: 1. April 2020) und hat 208 Einwohner (Stand: 1. Jänner 2025). Sie befindet sich in der Katastralgemeinde Klammstein.
Die Rotte Maierhofen liegt auf einer Höhe von 830 m ü. A. In der Gegend fließen mehrere kleine Bäche, die unweit der Siedlung in den Fluss Gasteiner Ache münden. Diese sind, von Norden nach Süden, der Schwarzenbach, der Bründlgraben und der Einfanggraben. In der Nähe des Orts quert die Strecke der Tauernbahn die Gasteiner Ache über die 68 m lange Maierhofner Brücke. An einem Forstweg in Maierhofen wächst das Kleine Tausendgüldenkraut (Centaurium pulchellum). Bei einer Erhebung der Vogelarten des Gasteinertals in den 1980er Jahren wurden in Maierhofen der Neuntöter (Lanius collurio) als Brutvogel und die Blaumeise (Parus caeruleus) als wahrscheinlicher Brutvogel beobachtet.

## Geschichte
Der Ort geht auf Maierhöfe der im 7. und 8. Jahrhundert einwandernden Bajuwaren zurück. In den Jahren 1597, 1599 und 1635 fiel jeweils ein großer Teil der Einwohner von Maierhofen, Mühlbach und Dorfgastein Pestepidemien zum Opfer.
Im von 1823 bis 1830 erstellten Franziszeischen Kataster ist der Ort in der Schreibweise Mayerhofen verzeichnet. Noch im 19. Jahrhundert gab es am Ufer der Gasteiner Ache bei Maierhofen Sümpfe.

## Kultur und Sehenswürdigkeiten
In der Rotte Maierhofen gibt es mehrere bemerkenswerte Gehöfte. Dazu zählen der Moarhof, das Steinergut und das Thorbauergut. Das Wohnhaus des auch als Rodlberggut bezeichneten Einzelhofs Rodelberg ist mit der Jahreszahl 1867 bezeichnet und weist einen Zierschrot auf. Die dortige gemauerte Rodlbergkapelle wurde 1975 errichtet. Sie ersetzte einen andernorts gelegenen Vorgängerbau aus Holz.
Zu den in Maierhofen aktiven zahlreichen Krampus-Gruppen („Passen“) des Gasteinertals zählen der 1998 gegründete Klamm-Pass, der 1999 gegründete Entrischn-Pass, der 2012 gegründete Pintaloch-Pass und der 2013 gegründete Kogl-Grobn-Pass.

## Infrastruktur
Zwischen dem Ortsrand und der Gasteiner Ache verläuft die Landesstraße B167. Die Siedlung ist über die Bushaltestellen Dorfgastein Maierhofen Ort und Dorfgastein Maierhofen (B167) an den öffentlichen Verkehr angeschlossen. Die Fernradwege Ciclovia Alpe Adria und EuroVelo 7 führen durch den Ort.